# لهران
لهران هي قرية في مقاطعة طالقان، إيران. يقدر عدد سكانها بـ 12 نسمة بحسب إحصاء 2016.